# الراشدية (ماردين)
الراشدية (بالتركية: Ückavak)‏ بلدة محلمية عريقة تقع في ما يسمى بـ «منطقة الكوسا» شَمال مدينة ماردين ضمن الإقليم المحلمي وتبعد عنها قرابة 30 كم.م (جواً) وهي اليوم تابعة لقضاء الصور (Savur) الواقع ضمن محافظة ماردين ضمن الإقليم المحلمي في الجنوب الشرقي تركيا. تتكون من قرابة 270 بيت وعدد سكانها 1309 نسمة (عام 2009). أما خارج البلدة فيقدر عدد ابنائها بـحوالي 35000 نسمة. ويتكلم أهلها اللهجة العربية المحلمية.

## محلاتها
تتكون الراشدية من ثلاث محلات: محلة الشحرور ومحلة الزين ومحلة ميري.

## نسب الراشدية
تعد الراشدية إحدى البلدات العربية المحلمية كما صنفها الباحثون والمؤرخون ومنهم المؤرخ البروفسور التركي حمدي كارا Prof. Hamdi Kara في كتابه تاريخ وثقافة ماردين. وقد اشيع عن الراشدية أنها تتكون من عشيرة واحدة وتنسب بعض الأحيان إلى الجد الجاهلي راشد بن الحارث الشيباني، وفي قول اخر يقال انها تنسب إلى قبائل بكر بن وائل وفي الحقيقة أنها اليوم ليست إلا بلدة عربية مكونة من مختلف العشائر والأسر العربية. فاسمها يدل على مكان وليس على عشيرة معينة ذات النسب الواحد المشترك. والدليل على ذلك هو ظهور نتائج جينية لثلاث عشائر كبيرة خرجت على ثلاث سلالات جينية مختلفة حتى الآن.